# Hans Teunissen (1984)
J.C.M. (Hans) Teunissen (Breda, 11 oktober 1984) is een Nederlands voormalig  politicus namens D66.

## Biografie
Teunissen bezocht de Katholieke Scholengemeenschap Etten-Leur, waar hij een havo-diploma behaalde. Daarna volgde hij in Tilburg de lerarenopleiding maatschappijleer aan de Fontys Hogescholen te Tilburg. Vervolgens studeerde hij aan de Erasmus Universiteit Rotterdam, waar hij een educatieve master maatschappijwetenschappen en een master sociologie behaalde. Naast zijn studie was hij werkzaam voor het Instituut voor Publiek en Politiek (IPP) als projectbegeleider voor De Haagse
Tribune. Daarna werd hij leraar maatschappijleer aan de scholengemeenschap De Nassau in Breda, waar hij ook tot plaatsvervangend rector benoemd werd.
Bij de verkiezingen voor de Tweede Kamer in 2021 stond Teunissen op de 31e plaats van de kandidatenlijst van D66, wat niet voldoende was om direct gekozen te worden. Op 6 juli 2023 werd hij geïnstalleerd als lid van de Tweede Kamer als opvolger in de vacature ontstaan door het aftreden van Paul van Meenen. Op 5 december 2023 nam hij afscheid van de Tweede Kamer.
Teunissen was voorzitter van de Nederlandse Vereniging van Leraren Maatschappijleer (NVLM). Verder is hij lid van het bestuur van de Stichting Multatuli Lezing Nederland, voorzitter van Building Breda en lid van de Raad van Toezicht van ProDemos.
- Parlement.com: vm4jabt2gmhp